# 아프리카매
아프리카매(African harrier-hawk)는 맹금류의 일종이고, 길이는 약 60~66cm이다. 사하라 남쪽의 아프리카 대부분에서 번식한다. 아프리카의 유일한 다른 종은 동종의 마다가스카르매이다.

## 묘사
아프리카매는 중간 크기의 맹금류이다. 상체, 머리, 가슴은 옅은 회색이다. 배는 흰색이고, 미세한 어두운 색의 고리가 있다. 넓은 날개는 옅은 회색이고, 검은 뒷 가장자리에 좁은 흰색 선이 있다. 꼬리는 검은색이고, 넓은 흰색 띠가 하나 있다. 다양한 색깔의 맨 얼굴 부분이 있는데, 보통 빨간색이나 노란색이다. 암수는 비슷하지만, 어린 새들은 회색 대신 옅은 갈색이고, 검은 색을 대체하는 어두운 갈색이다. 이 종의 특이한 특징은 이중 관절 발목을 가지고 있는데, 먹이가 접근할 수 없는 구멍과 틈으로 들어갈 수 있게 해준다. 비슷한 다리 구조와 행동은 신열대구 두루미매뿐만 아니라 수렴 진화의 경우인 멸종된 오스트레일리아 펜가나에서도 찾아볼 수 있다.

## 분포 및 서식지
아프리카매는 사하라 남쪽의 일반적인 맹금류 종으로 서아프리카의 열대 지역에서 가장 흔하게 발견되며 동아프리카와 남아프리카 공화국에서는 덜 흔해진다. 아프리카매는 중앙아프리카 공화국의 잔가상 특별 보호 구역에 있는 두꺼운 열대 우림, 숲 가장자리, 강가, 농경지 및 인간이 점령한 지역과 같은 서식지를 차지하면서 서식지 선호에 적응할 수 있다. 아프리카매는 적응할 수 있고 도시와 시골 인간의 점령 지역 모두에서 살 수 있으며 기니비사우 동부의 전통적인 시골 마을에서 가장 흔한 맹금류 종 중 하나이다. 아프리카매는 도시와 도시 정원에 있는 야자수에서도 번식하는 것으로 알려져 있다.

## 행동생태학

### 번식기
번식기는 아프리카매 분포의 다른 지역에서 다른 시기에 시작한다. 나이지리아의 번식기는 3월-8월이고 적도의 남쪽에 있다. 번식기는 오스트레일리아 여름인 것처럼 보이지만 남아프리카 공화국의 다른 나라들에서는 11월~12월이지만 잠비아, 말라위, 짐바브웨에서는 9월~11월이다.

### 먹이
아프리카매는 작은 척추동물을 사냥할 뿐만 아니라 기름야자의 열매를 먹는 잡식성이다. 발뿐만 아니라 날개를 이용한 기어오를 수 있는 능력과 긴 이중관절 다리로 인해 이 새는 알과 둥지를 찾기 위해 아프리카오색조류이나 후투티사촌류와 같은 공동 둥지를 급습할 수 있다. 이 새는 집비둘기, 집참새, 동부회색청서와 같은 유입종을 잡아먹는 것으로 알려져 있다.